# Stuvland
Stuvland est une localité du comté de Nordland, en Norvège.

## Géographie
Administrativement, Stuvland fait partie de la kommune de Lurøy.